# Vladimír Bechyně
Vladimír Bechyně (* 2. května 1941) je český hodinář a podnikatel, jeden z prvních absolventů hodinářského učiliště v Polné, pracuje v hodinářském oboru od roku 1958. Hodinkám věnuje celou svou pracovní kariéru. Po revoluci založil rodinné hodinářství a butik Hodinářství Bechyně v Praze.

## Život
Vladimír Bechyně se narodil do sedlácké rodiny v Borovnici na Vlašimsku. Rodinnému gruntu se ale kvůli kolektivizaci v 50. letech věnovat nemohl, rozhodl se nejdříve stát strojním zámečníkem. Nakonec se ale stal hodinářem a tomuto oboru se věnoval dále po celý život. K hodinářství se přitom dostal souhrou náhod, když se jeho matka v nemocnici seznámila s ženou, která měla příbuznou v družstvu hodinářů v Praze a doporučila mu přihlášení na hodinářské učiliště v Polné.
Po absolvování hodinářského učiliště v roce 1958  nastoupil do malého hodinářství na Malé Straně, kde sbíral zkušenosti a také dostal své první hodinky - zlatý chronograf Lemania. V roce 1992 založil vlastní firmu a otevřel pobočku ve Štěpánské ulici v Praze. V roce 2000 začíná vedení firmy přebírat dcera Lenka Bechyňová. 

## Významné milníky
- 1958 – ukončení studia a začátek práce v oboru
- 1989 – založení vlastní firmy
- 1992 – otevření prvního butiku Hodinářství Bechyně ve Štěpánské ulici
- 1996 – jako první v ČR získává firma zastoupení značky Rolex a stává se prvním prodejcem této značky ve východní Evropě[5]
- 2010 – získání výhradního zastoupení značky Longines pro ČR
- 2013 – otevření druhého butiku na Václavském náměstí[6]
- 2020  otevření butiku v Českých Budějovicích.
- 2021 – otevření butiku v Brně
- 2022 – otevření butiku v Hradci Králové